# كأس تونس 2016–17
كأس تونس لكرة القدم 2016 - 2017 هي النسخة الـ60 للدورة، فاز بها النادي اللإفريقي على حساب الاتحاد الرياضي ببن قردان.

## النتائج

### الدور الأول من الدرجة الثالثة
شارك في الدور الأول 48 نادي من الدرجة الثالثة، حيث يٌلعب هذا الدور على مستوى الفرق من نفس الدرجة فقط
| تاريخ المباراة | الفريق 1                         | الفريق 2                         | النتيحة (الوقت الرسمي) | النيجة (الوقت الإضافي) | ركلات الترجيح |
| 8 أكتوبر 2016  | الفريق الرياضي في ماتلين         | المستقبل الرياضي بوادي الليل     | 0-1                    |                        |               |
| 8 أكتوبر 2016  | الأهلي الماطري                   | الشباب الرياضي في العمران        | 1-2                    |                        |               |
| 8 أكتوبر 2016  | النادي الرياضي في سوكرة          | ستير الرياضية بجرزونة            | 0-1                    |                        |               |
| 8 أكتوبر 2016  | النجم الرياضي الرادسي            | الفريق الرياضي لمنزل عبد الرحمان | 0-1                    |                        |               |
| 8 أكتوبر 2016  | مولودية منوبة                    | النادي الأولمبي للنقل            | 1-0                    |                        |               |
| 8 أكتوبر 2016  | الفريق الرياضي في المحمدية       | جمعية مقرين الرياضية             | 3-2                    |                        |               |
| 8 أكتوبر 2016  | النجم الرياضي في وسلاتيا         | النادي الرياضي الدحماني          | 2-2                    | 2-2                    | 4-2           |
| 8 أكتوبر 2016  | النجاح الرياضي لسبيبة            | الاتحاد الرياضي ببوسالم          | 3-1                    |                        |               |
| 8 أكتوبر 2016  | النجم الرياضي ببني خلاد          | الفريق الرياضي ببوسليمان         | 2-1                    |                        |               |
| 9 أكتوبر 2016  | الاتحاد الرياضي بسبيطلة          | نجم الفحص                        | 2-1                    |                        |               |
| 8 أكتوبر 2016  | الفريق الرياضي في برنوسة         | الأمل الرياضي في حفوز            | 2-2                    | 2-2                    | 2-4           |
| 8 أكتوبر 2016  | الفريق الرياضي في جلمة           | النادي الرياضي بمكثر             | 2-0                    |                        |               |
| 8 أكتوبر 2016  | النادي الرياضي في القلعة الكبيرة | النادي الرياضي في رجيش           | 2-1                    |                        |               |
| 8 أكتوبر 2016  | الاتحاد الرياضي لقصور السيف      | الملعب السوسي                    | 1-0                    |                        |               |
| 8 أكتوبر 2016  | الفريق الرياضي في هرغلة          | الفريق الرياضي في بمبلة          | 1-1                    | 1-3                    |               |
| 8 أكتوبر 2016  | مكارم المهدية                    | النادي الرياضي الهلالي           | 1-2                    |                        |               |
| 8 أكتوبر 2016  | سبورتينغ المكنين                 | القلعة الرياضية                  | 2-0                    |                        |               |
| 8 أكتوبر 2016  | النادي الأهلي في بوهجار          | النادي الرياضي للشبيبة           | 0-0                    | 0-0                    | 4-3           |
| 8 أكتوبر 2016  | زيتونة الرياضي في الشماخ         | النادي الرياضي في غفسة كسار      | 1-0                    |                        |               |
| 8 أكتوبر 2016  | الوداد الرياضي للهمة             | النادي الرياضي لساقية الدير      | 0-1                    |                        |               |
| 8 أكتوبر 2016  | النجم الرياضي لفريانة            | النادي الرياضي لجبنيانة          | 1-1                    | 1-1                    | 4-3           |
| 8 أكتوبر 2016  | جريدة توزر المستقبل              | النجم الرياضي للجم               | 2-1                    |                        |               |
| 8 أكتوبر 2016  | الهلال الرياضي بالرديف           | نادي محيط قرقنة                  | 1-0                    |                        |               |
| 8 أكتوبر 2016  | الاتحاد الرياضي في متاوين        | الأمل الرياضي بجربة              | 1-0                    |                        |               |

### الدور الأول من الدرجة الثانية
| تاريخ المباراة | الفريق 1                  | الفريق 2                      | النتيجة | النتيجة (الوقت الإضافي) | ركلات الجزاء |
| 30 أكتوبر 2016 | القوافل الرياضية بقفصة    | أولمبيك الكاف                 | 2-0     |                         |              |
| 30 أكتوبر 2016 | الاتحاد الرياضي المنستيري | نادي كرة القدم بالحمامات      | 0-1     |                         |              |
| 30 أكتوبر 2016 | الجمعية الرياضية بأريانة  | الملعب الإفريقي بمنزل بورقيبة | 1-2     |                         |              |
| 30 أكتوبر 2016 | الاتحاد الرياضي بسليانة   | الجمعية الرياضية بجربة        | 0-2     |                         |              |
| 30 أكتوبر 2016 | الملعب النابلي            | سبورتينغ بن عروس              | 1-1     | 1-1                     | 3-5          |
| 30 أكتوبر 2016 | قرمبالية الرياضية         | نادي الملعب التونسي           | 1-0     |                         |              |
| 30 أكتوبر 2016 | الأمل الرياضي بحمام سوسة  | الملعب الرياضي الصفاقسي       | 0-0     | 0-1                     |              |
| 30 أكتوبر 2016 | الهلال الرياضي بمساكن     | النادي الأولمبي بمدينين       | 1-0     |                         |              |
| 30 أكتوبر 2016 | نادي سكك الحديد الصفاقسي  | المستقبل الرياضي بالقصرين     | 3-1     |                         |              |
| 30 أكتوبر 2016 | النادي الرياضي بقربة      | جندوبة الرياضية               | 3-1     |                         |              |

### نصف النهائي
نصف النهائي الأول
| النادي الرياضي لحمام الأنف | 0 - 3 | النادي الإفريقي |
| -------------------------- | ----- | --------------- |
|                            |       |                 |

#### نصف النهائي الثاني
| الاتحاد الرياضي ببن ڨردان | 0 - 0 5 - 4 (ركلات الترجيح) | الترجي الرياضي التونسي |
| ------------------------- | --------------------------- | ---------------------- |
|                           |                             |                        |

## النهائي
| النادي الإفريقي | 0-1 | الاتحاد الرياضي ببن ڨردان |
| --------------- | --- | ------------------------- |
| خليفة 2'        |     |                           |

النادي الإفريقي :
فاروق بن مصطفى - مختار بالخيثر- علي العابدي - بلال العيفة - فخرالدين الجزيري - عصام الدخيلي - نادر الغندري - أسامة الدراجي - صابر خليفة - إبراهيم الشنيحي - ماتيو روزيكي
الاتحاد الرياضي ببن قردان :
سيف الشرفي - عمار بن ساسي - فادي الحميزي - إدريسا كوليبالي - أمين عباس - محمد أمين بن إسماعيل - جاكوب يومبي - زبير الدراجي - شمس الدين الصامتي - حسان الحرباوي - بلال الخفيفي

## المتوج
توج النادي الإفريقي بكأس تونس للمرة الأولى منذ سنة 2001 وضمن اللقب 13 في تاريخه وفاز أمام الاتحاد الرياضي ببن قردان بهدف دون رد في الدقيقة 2 من المباراة سجله الاعب صابر خليفة
| كأس تونس2016–17           |
| ------------------------- |
|                           |
| النادي الإفريقي اللقب: 13 |

## مقالات ذات صلة
- الدوري التونسي لكرة القدم 2016-2017